# كيفن فيالا
كيفن فيالا هو لاعب هوكي جليد سويسري، ولد في 22 يوليو 1996 في سانت غالن في سويسرا.

## وصلات خارجية
- كيفن فيالا على موقع دوري الهوكي الوطني (الإنجليزية)
- كيفن فيالا على موقع EliteProspects.com (الإنجليزية)
- كيفن فيالا على موقع Eurohockey.com (الإنجليزية)
- كيفن فيالا على موقع HockeyDB.com (الإنجليزية)
- كيفن فيالا على موقع Hockey-Reference.com (الإنجليزية)